# گروپو پتروپولیس
گروپو پتروپولیس (انگلیسی: Grupo Petrópolis) شرکت نوشیدنی برزیلی است، که در سال ۱۹۹۴ تأسیس شد.